# Adolphe Deloffre
Pour les articles homonymes, voir Deloffre.
Louis Michel Adolphe Deloffre est un chef d'orchestre et un violoniste français, né le 28 juillet 1817 à Paris et mort le 8 janvier 1876 à Paris. Il travailla principalement entre Paris et Londres. Sa renommée vient du fait qu'il a créé plusieurs opéras, notamment ceux de Charles Gounod et de Georges Bizet.

## Biographie
C'est le père d'Adolphe Deloffre, ancien violoniste et guitariste, qui l'initia à la musique en premier. Son talent pour la musique fut reconnu par ses enseignants tel que Bellon, Lafont et De Baillot. Avec un ami compositeur, Louis-Antoine Jullien, il quitte Paris pour Londres, où il devient premier violon du Her Majesty's Theatre, alors dirigé par Michael William Balfe. Il joue également dans plusieurs orchestres londoniens renommés. Finalement il rentre à Paris en 1851, où il s'installe définitivement avec sa femme, Pilet, une pianiste reconnue.
En 1852, il remplace Auguste Francis Placat comme chef d'orchestre principal du Théâtre-Lyrique, lui-même successeur d'Alphonse Varney. Il conservera le poste qu'il gardera jusqu'à sa mort. Il y dirige plusieurs œuvres de Mozart : Les Noces de Figaro en mai 1858, L'Enlèvement au sérail en mai 1859, Così fan tutte en mars 1863, La Flûte enchantée en février 1865 et Don Giovanni en 1866.
Il y crée surtout quelques-uns des plus grands opéras français de la seconde partie du XIXe siècle parmi lesquels :
- Le Muletier de Tolède d'Adolphe Adam, le 16 décembre 1854 au Théâtre-Lyrique
- Les Dragons de Villars de Louis-Aimé Maillart, le 19 septembre 1856 au Théâtre-Lyrique
- Le Médecin malgré lui de Charles Gounod, le 15 janvier 1858 au Théâtre-Lyrique (ainsi que la première à l'Opéra-Comique, en mai 1872)
- Faust de Charles Gounod, le 19 mars 1859 au Théâtre-Lyrique
- Philémon et Baucis de Charles Gounod, le 18 février 1860 au Théâtre-Lyrique
- Les Pêcheurs de perles de Georges Bizet, le 30 septembre 1863 au Théâtre-Lyrique
- Les Troyens à Carthage de Hector Berlioz, le 4 novembre 1863 au Théâtre-Lyrique
- Mireille de Charles Gounod, le 19 mars 1864 au Théâtre-Lyrique (ainsi que la seconde version de décembre de 1864)
- L'Alcade de Uzepy, le 9 septembre 1864 au Théâtre-Lyrique.
- Roméo et Juliette de Charles Gounod, le 27 avril 1867 au Théâtre-Lyrique
- La Jolie Fille de Perth de Georges Bizet, le 26 décembre 1867 au Théâtre-Lyrique

Engagé  à l'Opéra-Comique, il y créa entre autres :
- Djamileh de Georges Bizet, le 22 mai 1872 à l'Opéra-Comique
- La Princesse jaune de Camille Saint-Saëns, le 12 juin 1872 à l'Opéra-Comique
- Le roi l’a dit de Léo Delibes, le 24 mai 1873 à l'Opéra-Comique
- Carmen de Georges Bizet, le 3 mars 1875 à l'Opéra-Comique

Il dirigea aussi :
- la 500e représentation de La Fille du régiment de Gaetano Donizetti, le 4 décembre 1871.
- la 1000e représentation du Pré aux clercs de Ferdinand Hérold, en décembre 1871.
- la 1000e représentation de Le Chalet d'Adolphe Adam, en janvier 1873.
- la 500e représentation des Rendez-vous bourgeois de Nicoló, le 20 mars 1873.